# Mathewsia incana
Mathewsia incana är en korsblommig växtart som beskrevs av Rodolfo Amando Philippi. Mathewsia incana ingår i släktet Mathewsia och familjen korsblommiga växter. Inga underarter finns listade i Catalogue of Life.